# Diário do Povo (Campinas)
Diário do Povo foi um jornal diário brasileiro, fundado em 20 de janeiro de 1912 pelos jornalistas Álvaro Ribeiro e Antônio Franco Cardoso, tendo sido publicado no município brasileiro de Campinas, no interior do estado de São Paulo, tendo suas edições impressas circulado, continuamente, desde sua fundação até o dia 04 de setembro de 2012, num domingo, 10 meses depois de o jornal ter completado seu centenário, Naquele mesmo dia circulou sua última edição impressa nas ruas campineiras. Após o encerramento em sua forma impressa, o jornal continuou sobrevivendo por algum tempo em seu website próprio, inaugurado no mesmo dia em que se encerravam as impressões das edições impressas.

## História
Fundado em janeiro de 1912, o Diário do Povo nasceu como fruto da sociedade dos jornalistas Antônio Franco Cardoso ("Cardosinho", como era conhecido) e Álvaro Ribeiro. A criação do jornal se deu após o encerramento das atividades do Comércio de Campinas, outro jornal de Campinas que existiu de setembro de 1900 até fins da década seguinte, jornal em que Ribeiro fora redator, e Cardoso, chefe das oficinas de impressão.
Em 1924, doze anos após o nascimento do periódico, Álvaro se desligou do jornal, decisão que tomou motivado por divergências com o então sócio, o qual passou ao comando total do Diário, que dirigiu por cinco décadas, até seu falecimento, em 1959.
No ano seguinte ao do falecimento de Antônio, a família Cardoso buscava sanar problemas de caixa, o que ocorria simultaneamente às dificuldades de administração pela família, que alimentava suas esperanças de ver o Diário conquistar novamente o sucesso de outrora. Em nome dessa esperança, a família Cardoso vendeu 50% do capital social da empresa a José Augusto Roxo Moreira, um jovem herdeiro do segmento têxtil que nutria há bastante tempo um sonho de empreender no ramo jornalístico.
Disposto a restabelecer o sucesso do jornal, Roxo Moreira deu início a uma série de medidas para modernizar a empresa, introduzindo equipamentos tecnológicos como telex, teletipo e telefotos  fornecidas pela United Press International.
As inovações introduzidas por Moreira permitiram que o Diário do Povo voltasse a ter prestígio entre os leitores da cidade, estabelecendo o periódico como concorrente de peso frente ao já estabelecido Correio Popular, fundado por Álvaro Ribeiro, em 1927, pouco depois de seu retorno do exílio em Portugal, para onde fugiu em 1924, após ser alvo do Estado brasileiro, então governado pelo Presidente Artur Bernardes, devido ao apoio de Ribeiro à Revolta Paulista,que ocorreu na capital daquele estado durante o mês de julho daquele mesmo ano, expandindo-se para o interior e inspirando revoltas em outros estados, e que foi derrotado em definitivo no mês de setembro de 1924. 
Quanto aos resultados das inovações de Roxo Moreira, embora tenham sido muito positivos num primeiro momento, não se prolongaram por muito tempo. No início da década de 1980, o jornal infelizmente passou por uma nova crise financeira.
Não bastassem os novos problemas financeiros do jornal, na imprensa de Campinas emerge uma terceira publicação diária: o Jornal de Hoje (JH), de propriedade do político paulista Orestes Quércia, que, ao saber da tempestade financeira enfrentada pelo jornal, adquiriu 46% do capital social da empresa jornalística que então estava nas mãos da família Roxo Moreira. A aquisição foi sucedida pelo encerramento das atividades do JH, cuja gráfica passou a pôr em circulação o jornal diário, até então seu concorrente. O restante do capital social do Diário foi, pouco a pouco, vendido a Quércia, até que, em 1984, o negócio foi transferido completamente para o político, então Vice-Governador do Estado de São Paulo.
Em 1996, o Diário do Povo foi vendido novamente, dessa vez para a família Godoy, então proprietária do jornal Correio Popular, também de publicação diária, e já naquela década o maior jornal da cidade de Campinas e da região.
Na época, além do Correio Popular, outras empresas formavam o “Grupo Correio”:  o CorreioNet (portal de notícias e provedor de internet que depois se transformaria no “Cosmo On Line”, e mais tarde, no “Correio.com”), a Grafcorp (unidade de impressão), a Datacorp (empresa de pesquisas de opinião) e a Agência Anhanguera de Notícias (AAN), a qual, como o nome diz, era a agência de notícias do grupo.
No ano seguinte à aquisição do Diário do Povo, o grupo da família Godoy foi transformado na atual Rede Anhanguera de Comunicação (RAC), tornando-se então uma rede regional de notícias  (GUIMARÃES, 2006). O Grupo RAC possui vários outros jornais nas cidades de Campinas, Piracicaba e Ribeirão Preto, além do Correio Popular, como os jornais Gazeta do Cambuí, Gazeta de Piracicaba, Gazeta de Ribeirão e a Revista Metrópole, que circula aos domingos, juntamente com a edição impressa do Correio Popular.
Em 2007, o grupo RAC lançou uma nova publicação diária: o jornal diário Notícia Já, o qual, por contradição, tornou-se  concorrente do Diário do Povo dentro do mesmo grupo empresarial, devido à semelhança do tipo de conteúdos publicados, que visavam as camadas populares do município de Campinas. Essa estratégia deixou o quase centenário periódico campineiro praticamente sem público leitor, e consequentemente, sem anunciantes.
Nos anos 2000, também chegaram ao mercado de Campinas os jornais diários “Metro” e “Destak”, cujas edições impressas são distribuídas gratuitamente em vias públicas de grande circulação, o que passou a ocorrer na cidade. Essas novas publicações começaram a competir com o Diário. Foi um golpe quase fatal, fazendo o jornal perder anunciantes na seção de classificados, que migraram para a internet em sua maioria, passando  a ter tiragens cada vez mais reduzidas, inferiores a 8 mil exemplares diários: na época, o periódico tinha uma circulação média de  3.500 exemplares, contando Campinas e outros 23 municípios da região.
Em 2012, o Diário do Povo encerrou sua versão impressa, sobrevivendo apenas na internet em um site próprio, inaugurado no mesmo dia em que as edições impressas desfilaram pela última vez em Campinas, no dia 04 de setembro de 2012.
Sua versão impressa teve como última edição os exemplares que circularam em 4 de novembro de 2012.  2][4]. Apenas a versão on-line do jornal continuou disponível após essa data.